# Oceanodroma markhami
Oceanodroma markhami là một loài chim trong họ Hydrobatidae.